# Duncan Lai
Duncan Chow (chinois : 周群達) (né Duncan Lai (chinois : 黎登勤), le 19 septembre 1978) est un acteur originaire de Hong Kong, très populaire[source secondaire nécessaire] à Taïwan. Il fut un professionnel de windsurf[source secondaire nécessaire] et un célèbre modèle masculin[source secondaire nécessaire].

## Biographie
Il commence sa carrière au cinéma dans le film Dragon: The Bruce Lee Story en 1993, et apparaît souvent dans des émissions de télévision taïwanaise, ensuite dans L'Été de mes 17 ans et Seven Swords et devient l'un des acteurs les plus importants à Taïwan[source secondaire nécessaire].
Il incarne un briseur de cœurs homosexuel dans L'Été de mes 17 ans

## Filmographie
- Dragon: The Bruce Lee Story (1993)
- I Do (2001)
- Leaving in Sorrow (2002)
- Love Me If You Can (2003)
- L'Été de mes 17 ans (ou Formula 17, 2004)
- Seven Swords réalisé par Tsui Hark (2005)
- Shoe Fairy (2006)